# 竹田光裕
竹田 光裕（たけだ みつひろ、1936年8月7日 - ）は、日本の元俳優。エヌ・エー・シーに所属していた。
旧芸名は竹田 将二。

## 出演作品

### テレビドラマ

#### NHK
- 大河ドラマ
  - 元禄太平記（1975年） - 客
  - 風と雲と虹と（1976年） - 伊予介

#### 日本テレビ
- 太陽にほえろ!
  - 第31話「お母さんと呼んで」（1973年）
  - 第109話「俺の血をとれ!」（1974年） - 宝石店店員
  - 第120話「拳銃の条件」（1974年）
  - 第129話「今日も街に陽が昇る」（1975年） - 深夜喫茶店主
  - 第146話「親と子のきずな」 - 光ストア警備員
  - 第313話「真夏の悪夢」（1978年）
  - 第339話「暴発」（1979年）
  - 第356話「制服を狙え」（1979年）
  - 第373話「疑わしきは」（1979年）
- 伝七捕物帳
  - 第7話「火の玉参上!」（1973年）
  - 第21話「あかずの錠に情をかけて」（1974年）
  - 第52話「十手に生きる父子唄」（1974年）
  - 第71話「むすめ捕物花ざかり」（1975年） - 太吉
  - 第139話「とんだ火の粉の後始末」（1977年） - かわら版売り
  - 第160話「大江戸裏町出世双六」（1977年）
- 傷だらけの天使 第26話「祭りのあとにさすらいの日々を」（1975年）
- 子連れ狼 (萬屋錦之介版) 第三部 第11話「大五郎しあわせ花」（1976年）
- 俺たちの朝 第32話「酔っぱらいと腕のいい経理マンとタマネギの皮」（1977年） - 平坂内装社員
- 大追跡 第9話「現金輸送車強奪」（1978年）
- 西遊記II 第20話「燃えた屏風の七福神」（1980年）
- 土曜グランド劇場 / 事件記者チャボ!（1984年）
  - 第12話「チャボ! みんなでグレれば恐くない?」
  - 第14話「出た! 助けて、おばあちゃん…」
  - 第26話「最後にチャボっといい感じ!!」
- 木曜ゴールデンドラマ
  - 夫婦関係（1986年）
  - 嫁・姑・大姑3（1989年）
- 火曜サスペンス劇場 / 署名のない風景画（1986年）
- 電脳警察サイバーコップ 第1話「最強の刑事! ジュピター登場」（1988年） - 警官

#### TBS
- ウルトラマンタロウ 第4話「大海亀怪獣 東京を襲う!」、第5話「親星子星一番星」（1973年） - 八田
- ブラザー劇場 / 刑事くん 第2部 第31話「街に咲く小さな花」（1973年）
- バーディー大作戦 第8話「生きたまま火葬にしろ!」（1974年）
- Gメン'75
  - 第64話「逃亡刑事」（1976年）
  - 第226話「電話魔」（1979年）
- 花王 愛の劇場
  - 乱れる（1977年）
  - わが子よII（1982年）
  - 家庭って?（1986年）
  - 母さんと呼びたい（1987年）
- 七人の刑事 第3シーズン
  - 第5話「刑事は結婚詐欺師」（1978年）
  - 第38話「夜歩く死者」（1979年）
- 橋田壽賀子ドラマ おんなは一生懸命 第24話（1988年） - 仲人夫婦

#### フジテレビ
- 新宿警察 第22話「新宿・初恋」（1976年）
- 江戸の旋風 第3シリーズ 第41話「あぶない年頃」（1978年）
- 江戸の渦潮 第11話「虹を渡る浪人」（1978年）
- お昼のテレビ小説 / 新妻に捧げる歌 第6話（1978年）
- 江戸の激斗 第15話「帰って来た藤太」（1979年）
- 時代劇スペシャル / 佐武と市捕物控（1981年）
- 暁に斬る!（1983年）
  - 第13話「霧雨は娼婦のしのび泣き」
  - 第25話「悪魔にさらして白い肌」
- 世にも奇妙な物語 「通勤電車」（1990年）

#### テレビ朝日
- 特別機動捜査隊
  - 第545話「汚れた太陽」（1972年） - 酒屋
  - 第759話「破れ三味線」（1976年） - 置屋の主人
- 荒野の素浪人
  - 第1シリーズ 第56話「必殺 黒馬谷の対決」（1973年）
  - 第2シリーズ 第9話「流浪の女」（1974年）
- 荒野の用心棒（1973年）
  - 第8話「銀山地獄に悪の華が散って…」
  - 第32話「肌色の影は過去を秘めて…」
- 右門捕物帖 第14話「十六夜御用心」（1974年） - 口入屋
- がんばれ!!ロボコン 第13話「ヘモギョギョ! ロボットなんて大嫌い」（1974年） - 町民
- 仮面ライダーアマゾン 第17話「富士山大爆発? 東京フライパン作戦!」（1975年） - 友田
- 破れ傘刀舟悪人狩り 第27話「妖花女殺し屋」（1975年）
- 非情のライセンス 第2シリーズ 第77話「兇悪の終着駅」（1976年） - 梶田社長
- 遠山の金さん 第1シリーズ 第49話「独楽が廻れば鬼が泣く」（1976年）
- 達磨大助事件帳（1977年）
  - 第2話「お父う!!」
  - 第9話「夜明けの父娘」
- 特捜最前線 第116話「真夜中のデッドアングル!」（1979年）
- 土曜ワイド劇場
  - 松本清張の地方紙を買う女（1981年）
  - 上野着14時43分上越新幹線の女（1986年）
  - うわさの派遣女秘書（1987年）
  - マリンスポーツクラブ 女たちの華麗な闘い!（1992年）

#### 東京12チャンネル
- 大江戸捜査網 第3シリーズ
  - 第44話「命を賭けた舞い扇」（1974年）
  - 第52話「謎の男を追え!」（1974年）
  - 第161話「殺し屋と少年」（1976年）
  - 第409話「新隠密登場 謎の慶長大判」（1981年）
  - 第519話「隠密同心狩り! 涙で結ぶ絆」（1983年）